# Кузра (приток Ояти)
Кузра — река в России, протекает в Подпорожском районе Ленинградской области.

## География и гидрология
Устье реки находится в 145 км по правому берегу реки Ояти. При слиянии Кузры с Оятью расположен одноимённый посёлок Кузра.
Длина реки составляет 22 км, площадь водосборного бассейна 114 км².

## Данные водного реестра
По данным государственного водного реестра России относится к Балтийскому бассейновому округу, водохозяйственный участок реки — Свирь, речной подбассейн реки — Свирь (включая реки бассейна Онежского озера). Относится к речному бассейну реки Нева (включая бассейны рек Онежского и Ладожского озера).
Код объекта в государственном водном реестре — 01040100812102000013062.